# 奥野卓司
奥野 卓司（おくの たくじ、1950年8月8日 - ）は、日本の人類学者。専攻は情報人類学・人間動物関係学。関西学院大学名誉教授、公益財団法人山階鳥類研究所シニアフェロー。公益財団法人千里文化財団理事

## 来歴・人物
1950年、京都府京都市生まれ。京都市立堀川高等学校、京都工芸繊維大学卒業。1978年京都工芸繊維大学大学院修士課程修了。2001年同学術博士。論文の題は「情報化時代における『第三の社会』に関する実証的研究」。
卒業後は京都芸術短期大学芸術文化研究所専任講師、助教授、米国イリノイ大学客員准教授、甲南大学文学部助教授、1994年教授。
1997年より関西学院大学社会学部教授。ヒトと動物の関係学会副会長、生き物文化誌学会理事。2008―2011年国際日本文化研究センター客員教授。2012年関西学院大学総合図書館長、2013年放送大学大学院客員教授、2014年京都市美術館学術顧問、2015年公益財団法人山階鳥類研究所副所長・理事。2016年京都市動物園学術顧問、関西学院大学先端社会研究所長。2017年公益財団法人山階鳥類研究所所長。2021年関西学院大学を定年、名誉教授。2023年公益財団法人山階鳥類研究所シニアフェロー・理事。公益財団法人千里文化財団理事。

## 動物文化の保護への貢献
2017年に株式会社「嵐山通船」（京都市右京区）が感染症で多数の鵜を病死させた時、鵜飼文化の衰退を危惧し、一般社団法人「嵐山鵜飼観光文化振興協会」を立ち上げ、感染症対策を強化し、伝統文化としての鵜飼の再構築に尽力した。協会成立時には副理事長、のちに理事長を歴任。また、京都市動物園の学術顧問、ヒトと動物の関係学会の設立呼びかけ人・副会長、生き物文化誌学会の理事、環境省COP3記念「地球環境の殿堂」選考委員などを長年務め、動物学と文化人類学の融合をはかってきた。

## 著作

### 単著
- 『ボクたちの生態学 紙ヒコーキは青い雲に出会ったか』（ダイヤモンド社 1973）
- 『パソコン少年のコスモロジー―情報の文化人類学』（筑摩書房、1990）
- 『情報人類学 サルがコンピュータをつくった理由』（ジャストシステム、1993）
- 『第三の社会　ビジネス・家族・社会が変わる』（岩波書店、2000）
- 『人間・動物・機械―テクアニミズム』（角川ワンテーマ21、2002）
- 『日本発イット革命 アジアに広がるジャパン・クール』（岩波書店、2004）
- 『ジャパンクールと江戸文化』（岩波書店、2007）
- 『ジャパンクールと情報革命』（アスキー新書、2008）
- 『江戸「粋」の系譜』（アスキー新書、2009）
- 『情報人類学の射程―フィールドから情報社会を読み解く』（岩波書店、2009）
- 『江戸＜メディア表象＞論　イメージとしての＜江戸＞を問う』（岩波書店、2014）
- 『鳥と人間の文化誌 』(関西学院大学研究叢書 筑摩書房, 2019.4

### 共著・編著
- 奥野卓司, 秋篠宮文仁共編2009『動物観と表象』岩波書店
- 曾根宏道『「実践」起業家養成講座』（ダイヤモンド社 1997.7）
- 高田公理・上野千鶴子・野田正彰・井上章一『現代世相探検学』（朝日選書）
- 森地茂・川嶋弘尚『ITSとは何か―情報革命とクルマ社会』岩波書店、2000）
- ヒューマンルネッサンス研究所共編『市民のための「遺伝子問題」入門』（岩波書店 2004.3）
- 岸則政・横井茂樹・原以起・奥野圭太朗「人工知能と自動運転によるモビリティの変容と課題―――AI時代の「移動の社会学」に向かって―――」（関西学院大学先端社会研究所、2017．3）

### 訳著
- 『ネコのこころがわかる本 エソロジーの視点から』 マイケル・W.フォックス 共訳 ダイヤモンド社 1979.8  のち朝日文庫
- 『ジェスチュア―シグサの西洋文化』デズモンド・モリス他、多田道太郎共訳・日本ブリタニカ 1981.11  のち角川選書、ちくま学芸文庫
- 『さあ横になって食べよう 忘れられた生活様式』 バーナード・ルドフスキー 鹿島出版会 1985.11